# Мартин Полачек
Мартин Полачек (на словашки: Martin Polaček; роден на 2 април 1990 в Прешов) е словашки футболист, играе като вратар.

## Клубна кариера
Полачек започва професионалната си кариера в чешкия отбор Бърно, след което се мести в словашкото първенство, където играе в елитните Дунайска Стреда и Слован Братислава.
През лятото на 2015 година преминава в полския отбор Заглембе Любин, където изиграва три сезона.
През зимата на 2018 година заиграва за чешкия елитен отбор Млада Болеслав.
На 16 юни 2018 година преминава в редиците на българския футболен клуб Левски (София).

## Национален отбор
Полачек дебютира за националния отбор на Словакия, заменяйки на почивката Мартин Дубравка в приятелския мач срещу националния отбор на Украйна.